# Atholus helferi
Atholus helferi är en skalbaggsart som först beskrevs av Reichardt 1932.  Atholus helferi ingår i släktet Atholus och familjen stumpbaggar. Inga underarter finns listade i Catalogue of Life.